# 广义堂

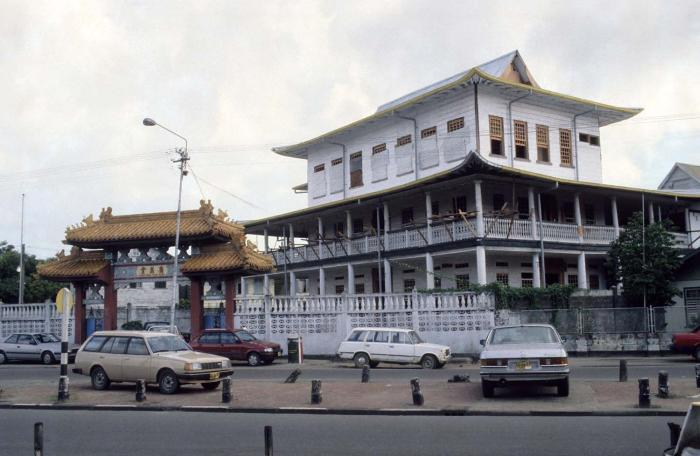
1997年的廣義堂

广义堂（荷蘭語：Kong Ngie Tong Sang）是南美洲國家苏里南最大的华人华侨组织，于1880年创建。广义堂下属有华人的俱乐部和养老院，在20世纪80年代时有600余名会员。广义堂拥护苏里南独立，并有多名会员参加苏里南民族党，其中周友仁任该党中央委员。

## 簡介
蘇利南是南美洲華人人口占比最高的國家，廣義堂更是目前整個南美洲最具規模，歷史最悠久的僑社。除既有組織外，亦轄有華人專屬的養老機構與中文學校，甚至亦办有报刊《洵南日报》，並有加勒比海地區唯一的本土中文電視台「苏里南中文電視台」。
《洵南日报》刊登当地新闻、中国的内外政策，以及经济社会发展的消息。2005年中华人民共和国驻苏里南大使陈京华访问报社，并予以印刷设备等方面的赞助。
2005年时广义堂堂长为刘云平，《洵南日报》社长为李衍林，2010年时堂长为池玉基。
2010年8月29日，广义堂举办130周年庆典，中国驻苏里南大使袁南生和苏里南第一夫人英格·鲍特瑟、代总统阿梅拉里及其人应邀出席。

## 外部連結
- http://kntsdagblad.com/關於我們/廣義堂/ （页面存档备份，存于） （ 洵南日報 ）